# Tales of Destiny 2
Tales of Destiny 2 (テイルズ オブ デスティニー2?, Teiruzu obu Desutinī 2) è il quarto titolo della serie videoludica della Namco Bandai Games Tales of, ed è il sequel diretto di Tales of Destiny, dato che si svolge nello stesso mondo immaginario. Tales of Destiny 2 viene facilmente confuso che il nome dato all'adattamento statunitense del precedente videogioco della serie, Tales of Eternia, a cui fu dato proprio il titolo Tales of Destiny II, dato che il nome "Eternia" era di proprietà della Mattel (per la linea di giocattoli He-Man) in America. Il nome caratteristico del genere di Tales of Destiny 2 è RPG To Release Destiny (運命を解き放つRPG?, Unmei wo tokihanatsu RPG). La sigla di apertura della versione giapponese del gioco si intitola Key to My Heart ed è interpretata da Mai Kuraki.